# Pławna Górna
Pławna Górna (in tedesco Schmottseiffen) è un centro abitato della Polonia, frazione della città di Lubomierz.